# 銅鑼

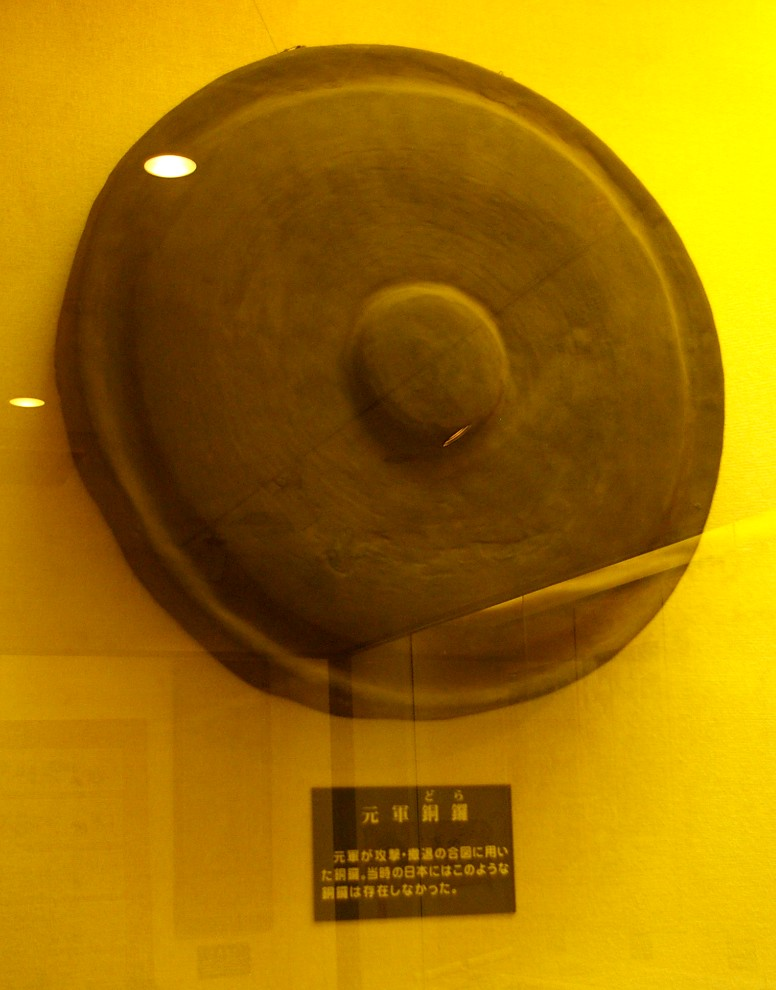
元寇史料館に所蔵されている元が用いた銅鑼

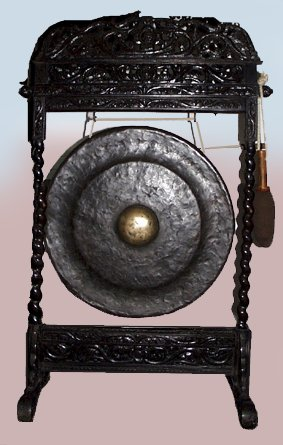
マレーシアの銅鑼

銅鑼（どら、度鑼）は体鳴楽器に属する打楽器の一つ。青銅、真鍮、鉄などの金属でできた盆形の円盤を枠（ドラスタンド）に吊るして、桴で打ち鳴らす。仏教の法要、民俗芸能の囃子、歌舞伎下座音楽、出帆の合図など広く用いられる。仏教用のものは鐃（にょう、どら）とも呼ぶ。
大きさは大小様々で、中央にいぼ状の隆起があるものもある。桴も種類は多く、用途によって組み合わせは様々である。
はっきりした音程はないが、一定の音程に調律するものもある。
全長100メートル以上の船舶には音響信号として「どら」(gong)の備付けが義務付けられている（海上衝突予防法33条1項）。視界不良時の信号として用い，錨泊中又は乗り上げにおいて，船の前部にある号鐘(bell)と交互に銅鑼を後部で鳴らす（同法35条6項，9項）。
英語では、東南アジア等で使われる音階のある伝統楽器や、格闘技などで試合の合図として打ち鳴らすものなどを含めてゴングと総称する。ゴング一般に関しては記事「ゴング」を参照。